# Опера Гарньє
Опера́ Гарньє́ (фр. Opéra Garnier) або палац Гарньє (Palais Garnier) — оперний театр у Парижі, який також відомий під назвами Паризька опера (фр. Opéra de Paris) та Гранд-опера (фр. Grand Opéra).

## Розташування
Розташована на правому березі р. Сени між Лувром і вокзалом Сен-Лазар неподалік від Вандомської площі та церкви Мадлен.
Монументальна будівля стоїть посеред ромбоподібної у плані площі, яку утворюють чотири вулиці, названі на честь діячів французького музичного театру: Ф. Галеві (1799–1862), К. Глюка, Д. Обера і Е. Скріба. Позаду бульвар Ж. Османа. Перед головним фасадом є невелика площа Опери, через яку проходить бульвар Капуцинів. Від площі по осі головного фасаду будівлі йде проспект Опери, що з’єднує театр з Лувром. Прилеглі квартали щільно забудовані багатоповерховими житловими будинками, серед яких будівля театру увиразнюється як архітектурна домінанта (завдяки пишним і урочистим архітектурним формам).

## Історія
Будівлю театру споруджено за проектом французького архітерктора Шарля Гарньє. Будівництво Опери тривало 15 років (1860-1875 рр.). Причинами затримки були: війна 1870 р., крах імперії, Паризька комуна.
1874 року було оголошено, що Опера може приймати відвідувачів, хоча ще рік тривали декоративні роботи. 
Завершену будівлю відкрили 05 січня 1875 року. В художньому оформленні взяли участь 14 художників і 73 скульптори. 1887 року будівлю електрифікувала компанія Т. Едісона.
1936 року сталася пожежа (наслідки якої усунули того ж року). 1964 художник М. Шагал на замовлення міністра культури А. Мальро наново розмалював плафон у залі, що дисонує з загальним стилістичним вирішенням інтер’єру. Реконструкцію окремих частин будівлі виконували 1957, 1970, 1971, 1975, 1980, 2016.
Від 1923 року це історична пам’ятка Франції. Її реставрацію виконано поетапно протягом 1990–2010 років. Із 1989 року, коли відкрився новий оперний театр на площі Бастилії, Гранд-опера використовують переважно для балетних спектаклів.
На 2021 рік обидва сценічні майданчики входять до складу громадського комерційного підприємства «Паризька національна опера».
Сьогодні будівля вцілому виглядає закінченою, але все ж існують незакінчені зони (веранда курців та імператорська ротонда в музеї-бібліотеці). 
На фасаді будівлі напис Académie Nationale de Musique (Національна музична академія).
Палац Гарньє відкритий для екскурсій. У будівлі Опера Ґарньє розміщено також Бібліотеку-музей, що належить Національній бібліотеці Франції.

## Внутрішнє оздоблення Опери
Одним з найвідоміших місць Опери є вестибюль центральних сходів. Біля підніжжя гостей зустрічають дві бронзові жіночі фігури-торшери, що тримають в руках букети.
Сходи, довжиною 30 м, викладені з різноколірного мармуру.
Розгалужуючись, сходи ведуть до театральних рівнів та фоє, що нагадують парадну галерею палаців, що має 13 м ширини, 54 м довжини і 18 м висоти.
Фоє прикрашене позолотою, мозаїкою, дзеркалами та розписами, основною темою яких є музичні елементи. Найбільш поширеним декором є ліра. Її зображення є майже усюди: від дверних ручок та деталей кованих решіток до розписів на стінах та стелі (автор Поль Бодрі).
Дзеркальний салон розписував Клерен. Сюжет — хоровод фавнів та вакханок. 
Через велике вікно можна побачити Лувр.

## Оздоблення театрального залу
Зал вміщає 1900 осіб.
Ширина: 31 м; довжина: 32 м; висота: 20 м.
Розміри сцени: 49 м ширини та 27 м глибини.
Театральний зал вигнутий у формі підкови в стилі італійського одеона. Інтер'єр вирізняється великою кількістю позолоти, а місця глядачів оббиті червоним оксамитом, що в сукупності посилює імпресію розкоші та імперського шику. Доповнює оздоблення завіса, що закриває підмостки - червона з золотими пензлями та орнаментом в тон дорогоцінного металу.
Цікавим є і купол, розписаний Марком Шагалом в 1964 р. Спочатку його некласичний стиль живопису та іноземне походження викликало невдоволення у художнього комітету, але голова міністерства культури Мальро зумів усіх переконати у правильності свого вибору.
Художник рік працював над проектом, поділивши величезний плафон на тематичні та колірні зони. Їх населяють танцюристи з музикантами, можна побачити закоханих, ангелів та навіть тварин. Театрали легко розгадають у кожному секторі сюжети балету чи опери: епізоди з «Лебединого озера» у жовтій області, у синій – «Бориса Годунова», а в зеленій сцені з «Ромео та Джульєтти» та «Трістана та Ізольди».
У центрі сфери довкола важкої люстри теж відбуваються події, учасниками яких є персонажі класичних опер. Крім них Шагал зобразив головні столичні пам'ятки: Ейфелеву вежу, Тріумфальну арку, Бурбонський палац та саму Оперу Гарньє.
Інтерес також становить танцювальне фоє, розташоване одразу за підмостками та закрите від них двома завісами – один із оксамиту, другий залізний. Тут розігріваються артисти перед сценою та призначають важливі зустрічі.
У XVIII-XIX століттях це також було територією, куди могли потрапити привілейовані члени суспільства, зазвичай власники сезонних абонементів початкових трьох рядів. Особливо популярними залаштунки стали у 1831 — 1835 рр., чим і користувався тодішній директор Луї Верон, дозволяючи проникати у свята святих лише потрібним йому людям.
Фоє перетворилося на клуб для багатіїв, куди приходили пофліртувати з танцівницями, а то й спокусити різними обіцянками. Також сюди товстосуми обговорювали тут політику, бізнес, заводили вигідні знайомства.
Коли крісло директора зайняв Жак Руше, він закрив сюди доступ стороннім, чим багаті джентльмени були вкрай незадоволені.
Це приміщення теж створювалося з перебільшеною розкішшю. Його дальня ніша вкрита величезним дзеркалом, що допомагає у репетиціях, але крім нього стіни повністю припудрені позолотою, яку розбавляє живопис Буланже та 20 портретів найкращих танцівниць Опери XVII – XIX ст. А колони критики, що утримують склепіння, порівнювали з жирафовими ногами, що утримують слонове тіло.

## Бібліотека-музей
Поступово театр Гранд-Опера зібрав колекції цікавих речей і одного разу з'явилася ідея об'єднати їх за тематиками та показати публіці. Так у 1866 р. виник Bibliotheque-musée de l'Opera, який нині налічує 5 виставкових залів, що вміщають понад 8 500 предметів, пов'язаних із музикою та танцем.
Розташувався музей у колишній імператорській ротонді у західному крилі, дизайн якого так і не було завершено до кінця. Оскільки з 1935 р. павільйон знаходиться під керівництвом Національної французької бібліотеки, його паперові архіви постійно зростають, і в 1942 р. для них організували спеціальний Музичний відділ зі старими фоліантами книг, альбомів, партитур та іншою документацією. Сьогодні колекція налічує щонайменше 600 тис. свідчень діяльності театру.
У залах можна побачити мармурові фігури танцюристів, застиглі в ефектних позах, велике зібрання сценічних костюмів, безліч афіш зі спектаклів, фотографії, макети декорацій. Все це свідчення тріумфу найуспішніших постановок та талановитих акторів, чия харизма сприяла успіху.
Більшість експонатів, це постійно діюча виставка у незмінному вигляді, хоча часом влаштовуються тематичні експозиції з особливо цінними артефактами скарбниці Гарньє. Якщо необхідно вивчити певні документи з архіву, слід заздалегідь подати індивідуальний запит.

## Опера Гарньє та Україна
Саме тут понад 30 років працював киянин Серж Лифар, очоливши в 1929 р. балетну трупу «Гранд-Опера», а згодом і весь театр. За цей час він поставив у «Гранд-Опера» понад 200 балетних вистав, виховав 11 зірок балету. У 1947 році заснував Інститут хореографії при «Гранд-Опера».

## Галерея

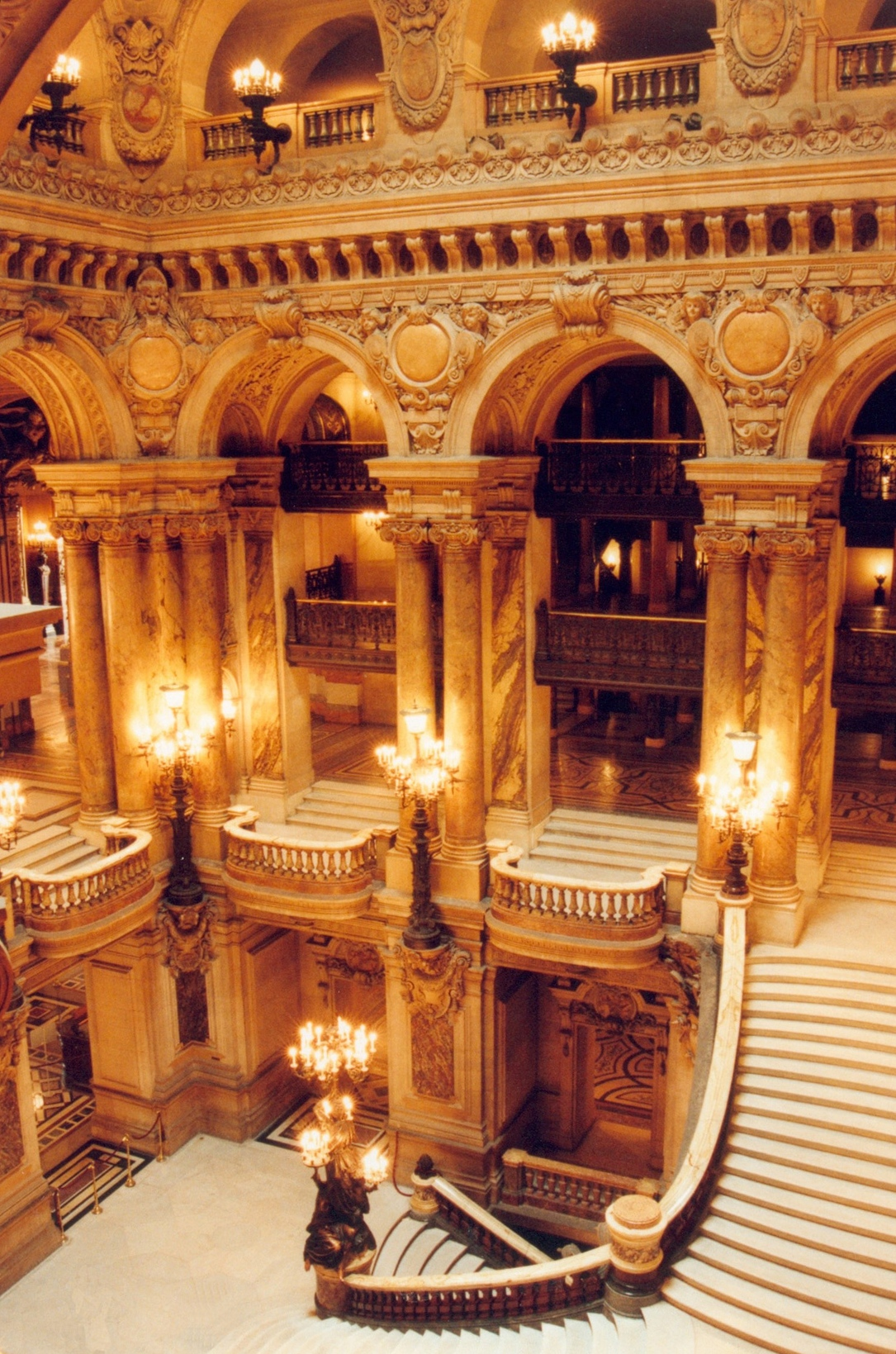
Парадні сходи
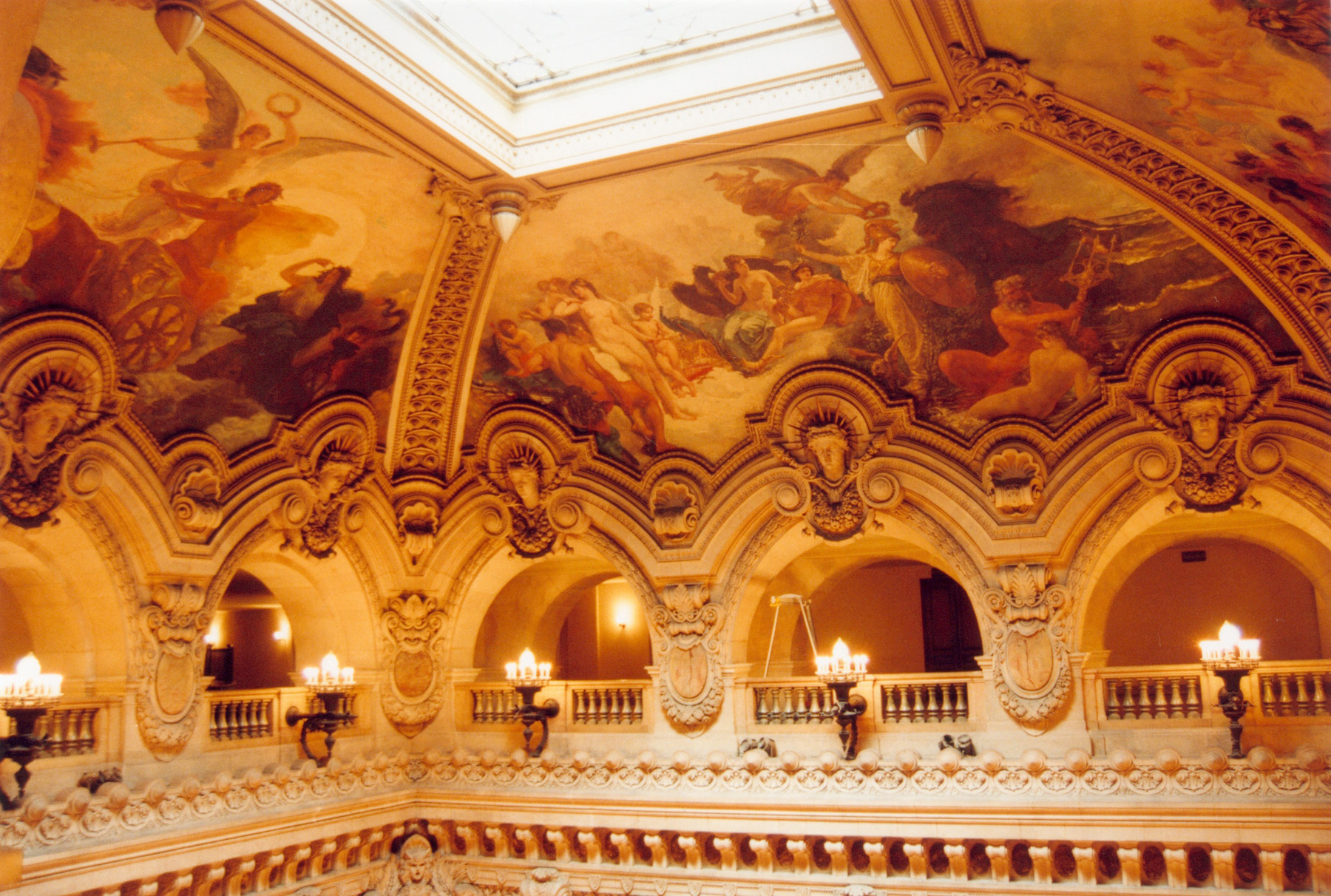
Стельовий звід і освітлення над парадними сходами
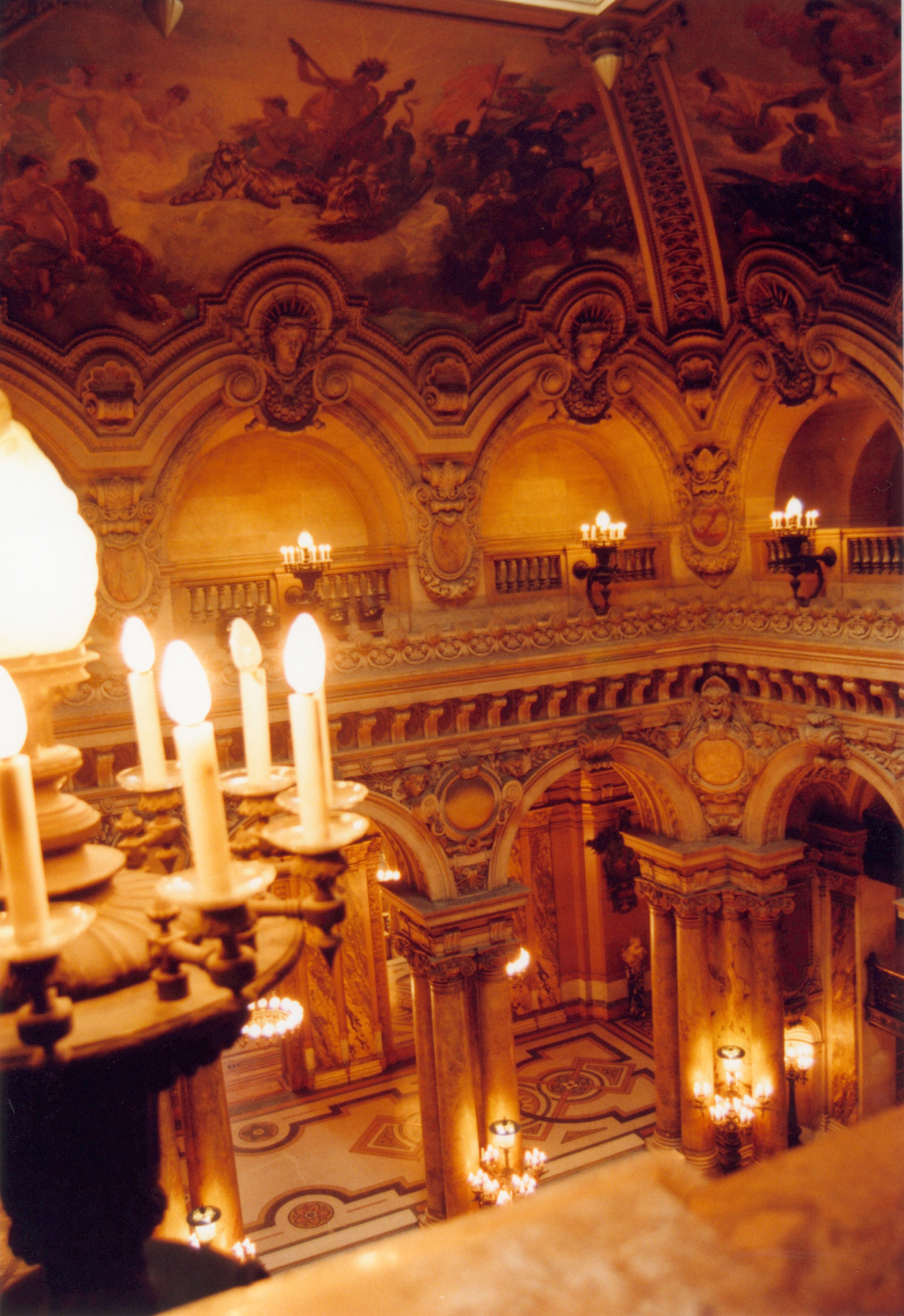
Вестибюль парадних сходів
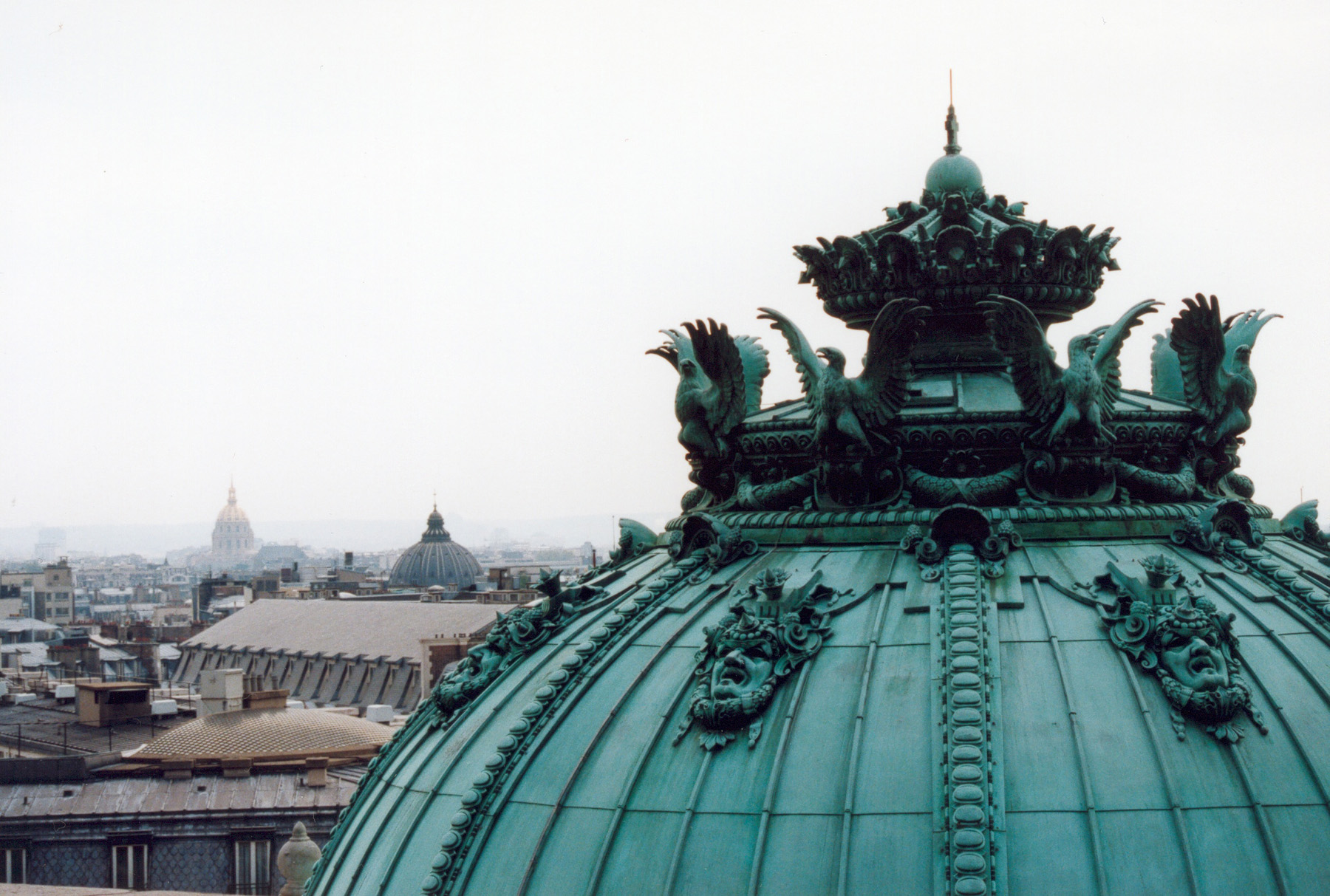
Мідний дах однієї із двох бічних ротонд
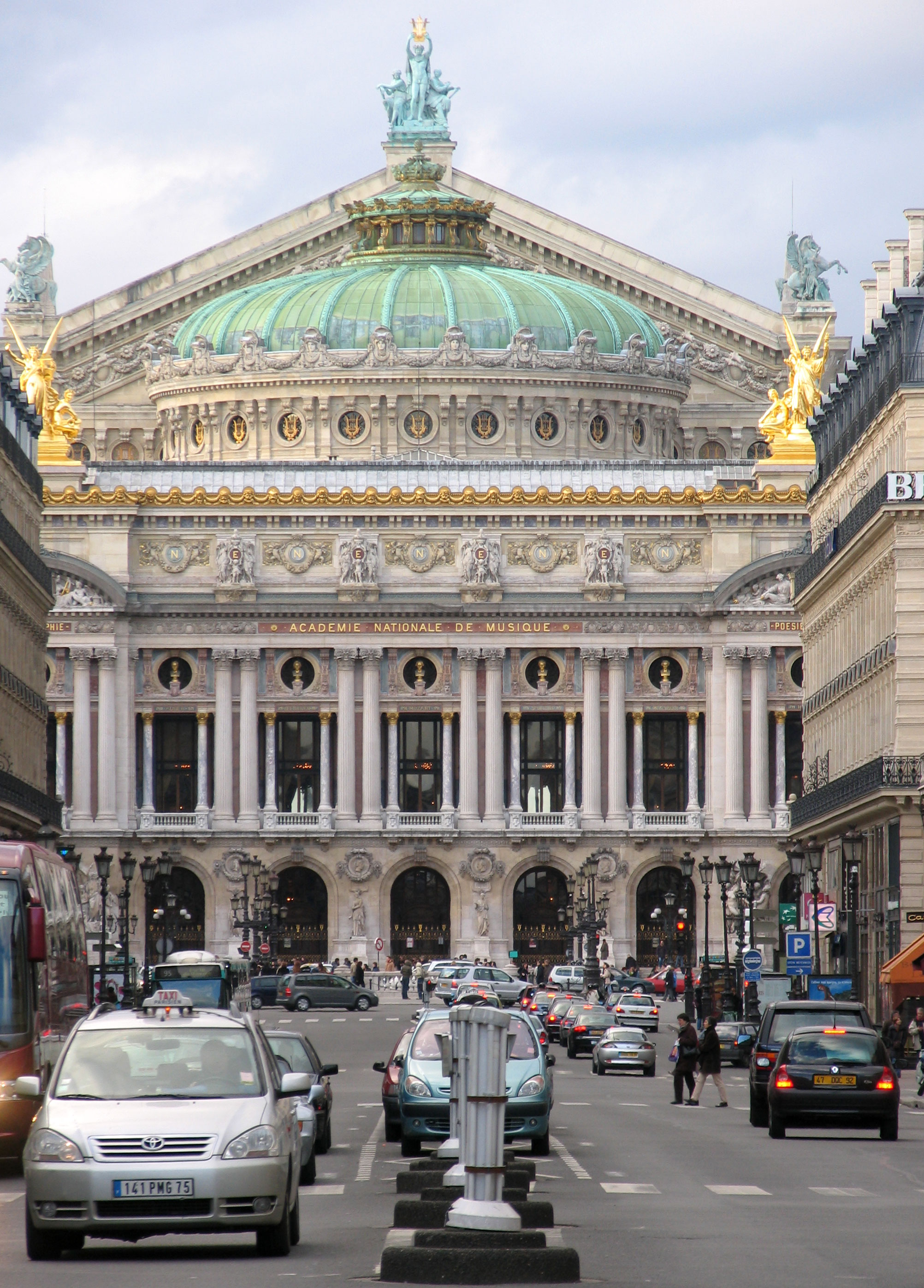
Вид з Оперної авеню
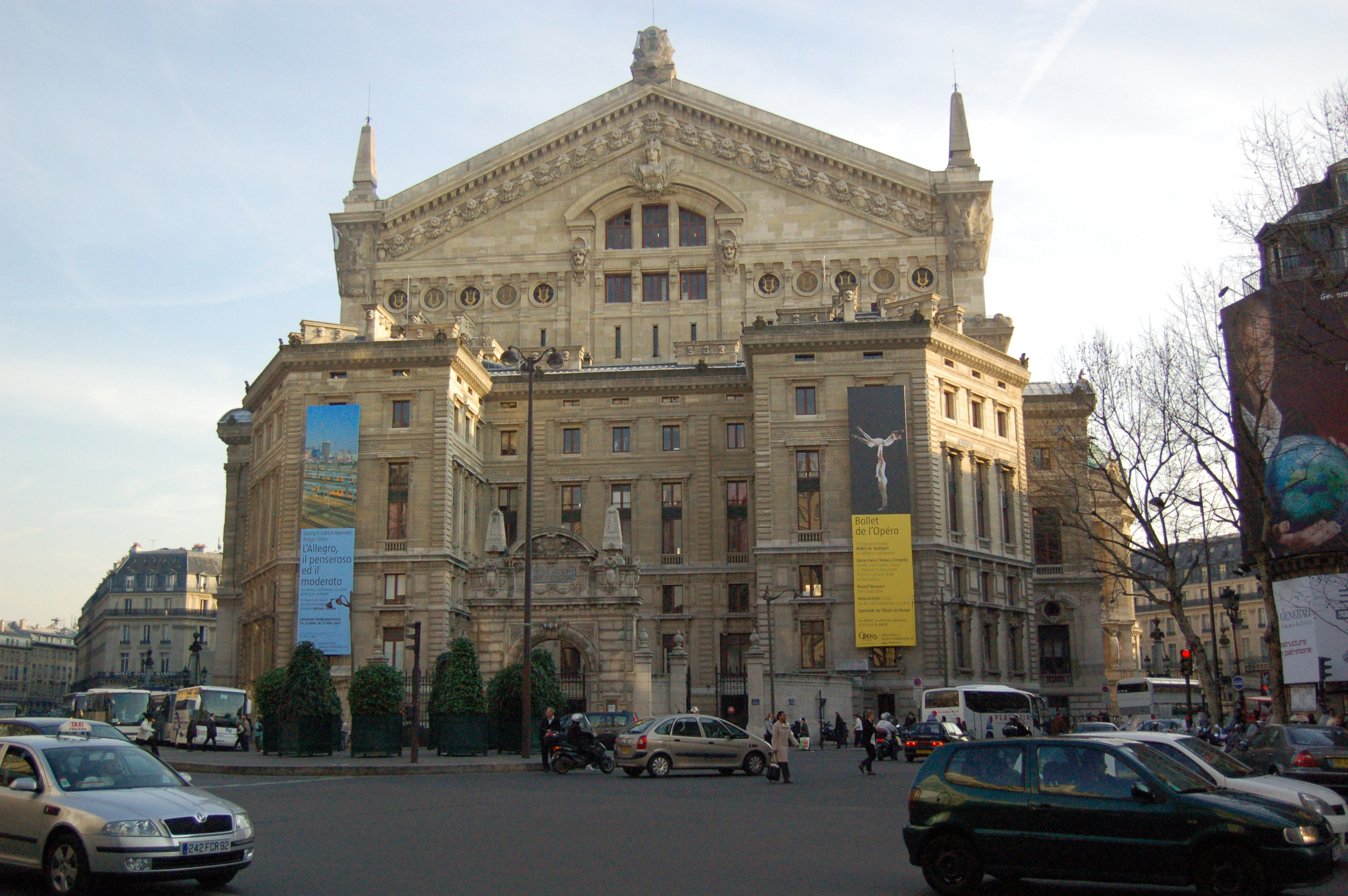
Вид з бульвару Османа
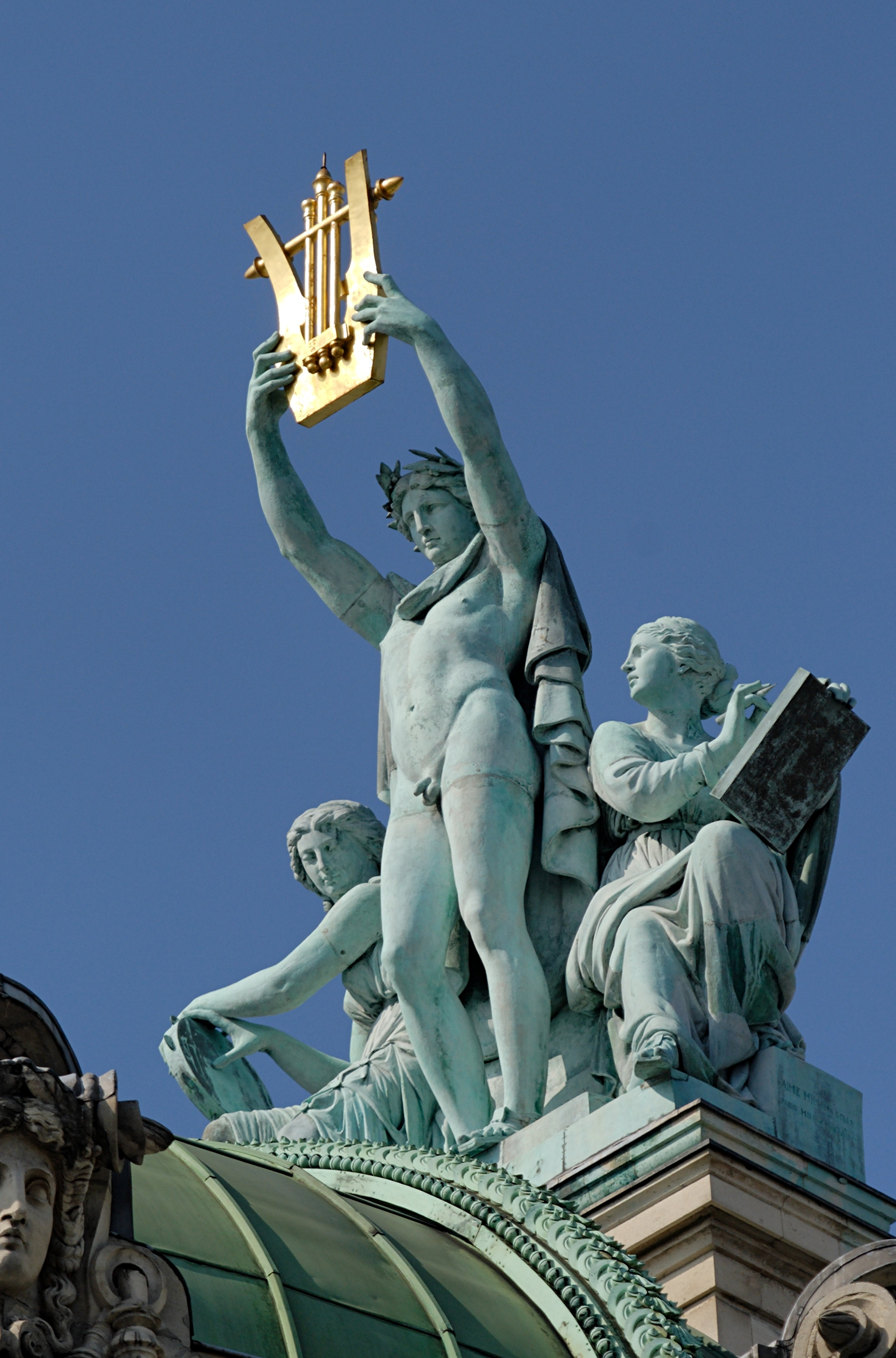
Скульптурна група із Аполона, муз поезії і музики скульптора Еме.